# Andalousie
L'Andalousie (en espagnol : Andalucía) est une communauté autonome composée de huit provinces, située dans le Sud de l'Espagne.
Elle constitue l'une des dix-sept communautés autonomes du pays : la communauté autonome d'Andalousie (en espagnol : Comunidad Autónoma de Andalucía). La Junte d'Andalousie est l'institution qui exerce le gouvernement de la communauté autonome. Le préambule du statut d'autonomie du pays reconnaît l'Andalousie comme une « réalité nationale ». Elle est située dans le Sud de la péninsule Ibérique. Elle est bordée au nord par l'Estrémadure et Castille-La Manche, à l'est par Murcie, au sud par la mer Méditerranée, l'océan Atlantique et à l'ouest par le Portugal. La province fut le dernier bastion de la période de domination musulmane de la péninsule ibérique, Al-Andalus (dont l'Andalousie actuelle, qui en tire son nom, n'a longtemps été qu'une petite partie), et la prise de Grenade en 1492 marqua la fin de la Reconquista. L'Alhambra y reste le plus important témoignage architectural de cette période.

## Géographie

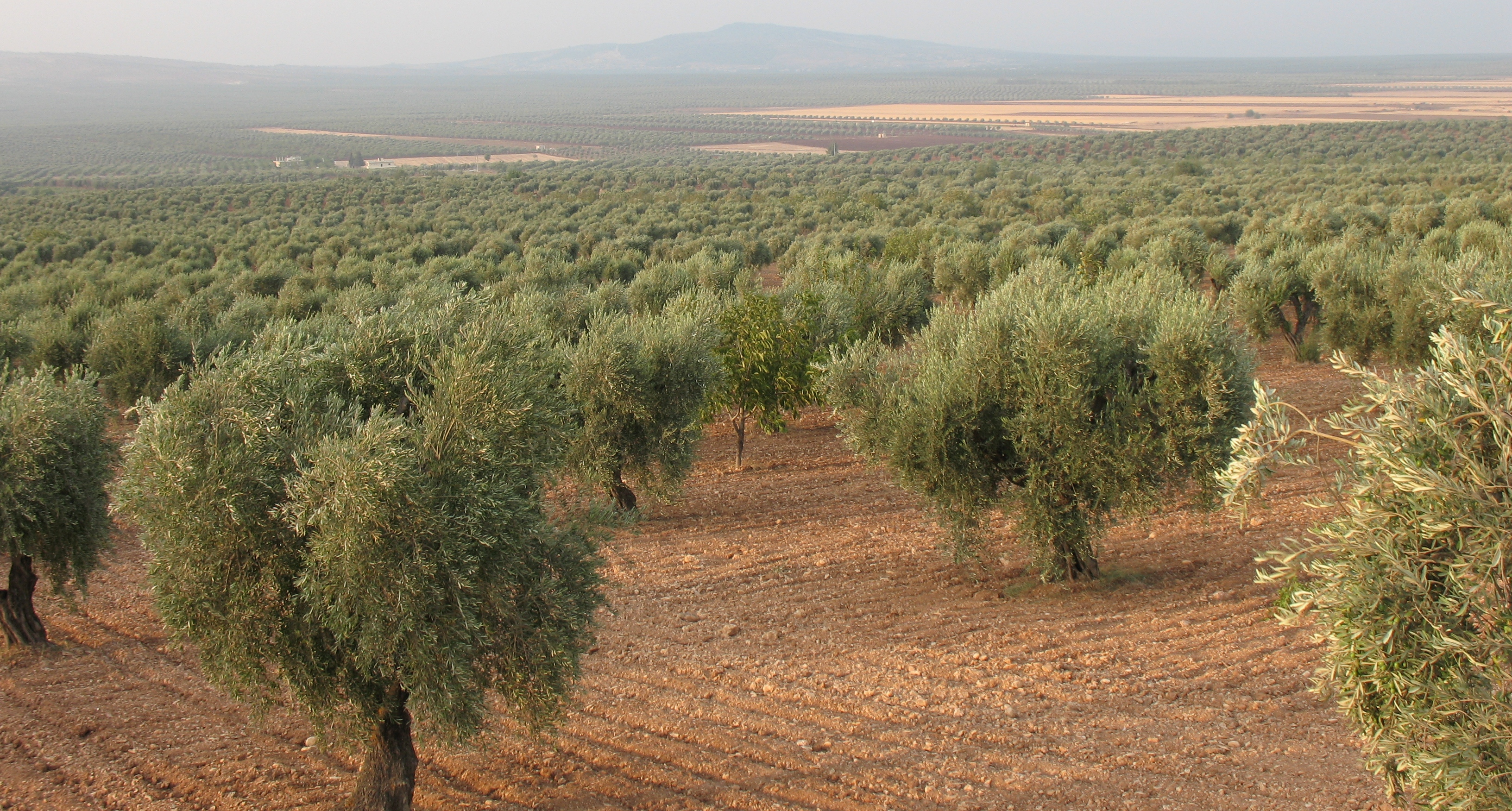
Les oliveraies : paysage typique de l'Andalousie.

L'Andalousie est la deuxième plus grande communauté autonome d'Espagne et la plus peuplée avec une population de 8 414 240 habitants pour une superficie de 87 591 km2, soit une densité de 96 hab/ km2.

### Provinces d'Andalousie

Carte des provinces d'Andalousie.

L'Andalousie est divisée en huit provinces :
- Province d'Almería (Almería) (8 769 km2, 716 820 habitants en 2019) ;
- Province de Cadix (Cadix) (7 442 km2, 1 240 155 habitants en 2019) ;
- Province de Cordoue (Cordoue) (13 769 km2, 782 979 habitants en 2019) ;
- Province de Grenade (Grenade) (12 635 km2, 914 678 habitants en 2019) ;
- Province de Huelva (Huelva) (10 148 km2, 521 870 habitants en 2019) ;
- Province de Jaén (Jaén) (13 484 km2, 633 564 habitants en 2019) ;
- Province de Malaga (Malaga) (7 308 km2, 1 661 785 habitants en 2019) ;
- Province de Séville (Séville) (14 036 km2, 1 942 389 habitants en 2019).

### Relief et hydrographie
Au nord de la région, l'élément principal du relief est la vallée du Guadalquivir, située entre deux chaînes de montagnes, la sierra Morena au nord et les cordillères Bétiques au sud (dont fait partie la Sierra Nevada).
Long de 657 km, le Guadalquivir (de l'arabe Wad Al Kabir, « le grand fleuve ») est un des grands fleuves de la péninsule Ibérique, arrosant notamment Séville et Cordoue. Ses principaux affluents sont le Jándula, le Yeguas, le Guadalmellato, le Guadiato, le Genil (qui arrose la plaine de Grenade, venant de la sierra Nevada) et le Bembézar.
Son bassin communique au nord  avec la Meseta (région de Castille-La Manche) par le défilé de Despeñaperros (sur la route de Jaén à Madrid).
Les cordillères Bétiques séparent l'Andalousie du Guadalquivir (provinces de Jaén, de Cordoue, de Huelva, de Séville et parties des provinces de Malaga, Cadix et Grenade) de l'Andalousie méditerranéenne (provinces d'Almería, de Malaga et parties des provinces de Grenade et de Cadix).
Les principaux points de passage à travers ces cordillères sont le col du Soupir du Maure (entre Grenade et Motril) et le col d'Antequera (entre Cordoue et Malaga).

### Flore et faune

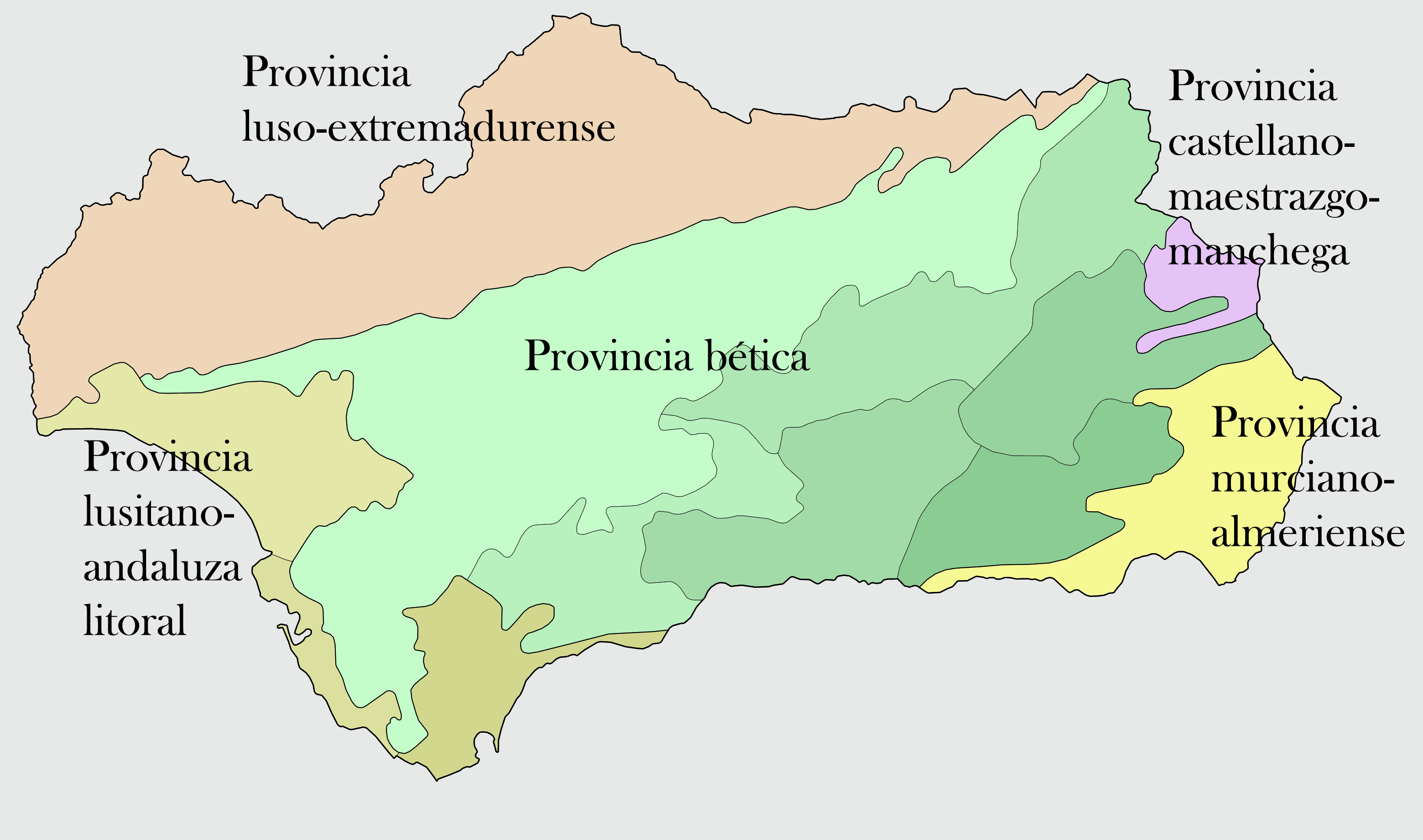
Provinces floristiques d'Andalousie

Biogéographiquement, l'Andalousie fait partie de la sous-région méditerranéenne occidentale du bassin méditerranéen.
La végétation typique de l'Andalousie est la forêt méditerranéenne, caractérisée par des plantes vivaces feuillues xérophiles, adaptées aux étés longs et secs. L'espèce dominante de la communauté climacique est le chêne vert (Quercus ilex). Le chêne-liège (Quercus suber), divers pins et le sapin espagnol (Abies pinsapo) sont également abondants. En raison de la culture, les oliviers (Olea europaea) et les amandiers (Prunus dulcis) abondent également.
Le sous-étage dominant est composé d'espèces ligneuses épineuses et aromatiques, telles que le romarin (Rosmarinus officinalis), le thym (Thymus) et le ciste. Dans les zones les plus humides aux sols acides, les espèces les plus abondantes sont le chêne et le chêne-liège, et l'eucalyptus cultivé. Dans les forêts, les feuillus du genre Populus (peupliers, trembles) et Ulmus (ormes) sont également abondants ; les peupliers sont cultivés dans les plaines de Grenade.
Les forêts andalouses ont été très modifiées par les établissements humains, l'utilisation de presque toutes les meilleures terres pour l'agriculture et les incendies de forêt fréquents. Les forêts dégradées deviennent des garrigues arbustives et combustibles. De vastes zones ont été plantées d'arbres non climaciques tels que des pins. Il existe maintenant une politique de conservation claire pour les forêts restantes, qui survivent presque exclusivement dans les montagnes.
La biodiversité de l'Andalousie s'étend également à sa faune. Plus de 400 des 630 espèces de vertébrés existant en Espagne se trouvent en Andalousie. S'étendant sur les bassins méditerranéen et atlantique et adjacente au détroit de Gibraltar, l'Andalousie se trouve sur la route migratoire de bon nombre des nombreux troupeaux d'oiseaux qui voyagent chaque année d'Europe vers l'Afrique et vice-versa.
Les zones humides andalouses abritent une riche variété d'oiseaux. Certains sont d'origine africaine, comme la Foulque à crête (Fulica cristata), la talève sultane (Porphyrio porphyrio) et le flamant rose (Phoenicopterus roseus). D'autres sont originaires d'Europe du Nord, comme l'oie cendrée (Anser anser). Les oiseaux de proie (rapaces) comprennent l'Aigle ibérique (Aquila adalberti), le vautour fauve (Gyps fulvus), le Milan noir et le Milan royal (Milvus migrans et Milvus milvus).

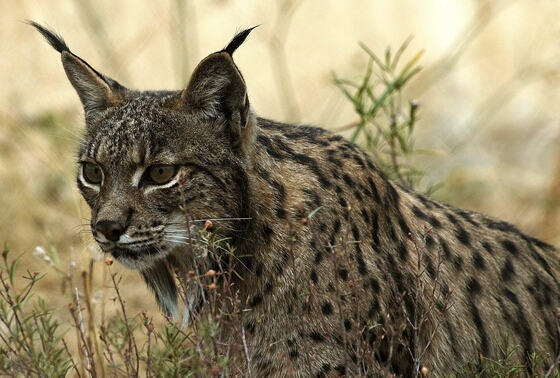
Le Lynx ibérique (Lynx pardinus).

Parmi les herbivores, on compte plusieurs espèces de cerfs (Cervidae), notamment le daim (Dama dama) et le chevreuil (Capreolus capreolus) ; le mouflon européen (Ovis aries musimon ), un mouton sauvage ; et le bouquetin ibérique (Capra pyrenaica, qui malgré son nom scientifique ne se trouve plus dans les Pyrénées). Le bouquetin ibérique perd depuis peu du terrain au profit du mouflon de Barbarie (Ammotragus lervia), une espèce invasive venue d'Afrique, introduite pour la chasse dans les années 1970. Parmi les petits herbivores figurent les lapins - en particulier le lapin européen ( Oryctolagus cuniculus ) - qui constituent la partie la plus importante du régime alimentaire des espèces carnivores des forêts méditerranéennes.
Les grands carnivores tels que le Loup ibérique (Canis lupus signatus) et le Lynx ibérique (Lynx pardinus) sont très menacés et se limitent à la sierra d'Andújar, à l'intérieur de la sierra Morena, Doñana et Despeñaperros. Néanmoins, aucun loup n’a été observé en Andalousie depuis 2013 et son extinction devient officielle en 2023. Plus abondants et dans des situations de conservation variées sont des carnivores plus petits comme les loutres, les chiens, les renards, le blaireau européen (Meles meles), le putois européen (Mustela putorius), la belette pygmée (Mustela nivalis), le chat sauvage européen (Felis silvestris) , la genette commune (Genetta genetta) et la mangouste d'Égypte (Herpestes ichneumon).

## Histoire

### Préhistoire

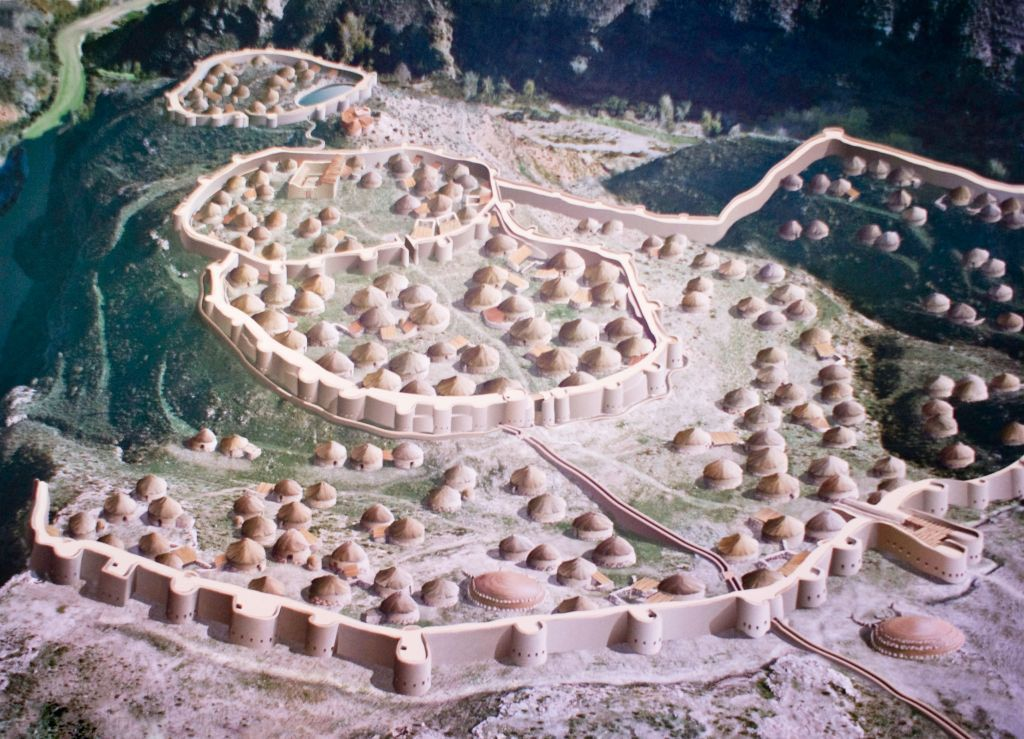
Maquette du site archéologique de Los Millares.

L'agriculture est présente dès le VIe millénaire av. J.-C. en Andalousie, apportée par les descendants d'agriculteurs venus d'Anatolie et du bassin égéen par le courant de la céramique cardiale.
Par la suite, la culture archéologique de Los Millares (âge du cuivre) se propage à travers l'Andalousie orientale et le Levant espagnol entre la fin du IVe et la fin du IIIe millénaire av. J.-C. Son principal représentant est le gisement éponyme de Los Millares. La culture de Los Millares montre un haut degré de fortification des villages, ce qui contraste avec les populations néolithiques précédentes, dispersées et avec peu de protections ; des nécropoles à l'extérieur des villages, avec une abondance de tombes mégalithiques collectives en forme de tholoi et une différenciation sociale marquée dans les tombes.

### Antiquité: Ibères, colonies phéniciennes et province de l'Empire romain
Pendant l'Antiquité, l'Andalousie est peuplée par les Ibères.
Les fouilles archéologiques semblent indiquer que les Phéniciens s'installent sur des sites de la péninsule Ibérique vers la fin du IXe siècle ou le début du VIIIe siècle. Leur venue résulte de la présence dans cette région de riches mines de cuivre, d'argent et de plomb. La principale fondation phénicienne est d'origine tyrienne, sur des îles de la baie de Cadix (Gadir en phénicien). Des Grecs dont des Phocéens installent également des colonies. Au Ier millénaire av. J.-C., dans l'ouest de l'Andalousie moderne se développe la culture tartessienne qui présente un mélange d'éléments phéniciens et indigènes ainsi que son propre système d'écriture utilisé pour écrire le tartessien. Avec la chute des villes phéniciennes d'origine à l'est, Carthage - elle-même la colonie phénicienne la plus importante - devient la puissance maritime dominante de la Méditerranée occidentale et le partenaire commercial le plus important pour les villes phéniciennes le long de la côte andalouse. Certaines des villes andalouses les plus importantes pendant la domination carthaginoise comprennent Gadir (Cadix), Qart Juba (Cordoue), Ilipa (près de la Séville moderne), Malaka (Málaga) et Sexi ou Seksi (près de l'Almuñécar moderne). L'Andalousie est la principale base de la guerre avec Rome menée par le général carthaginois Hannibal.

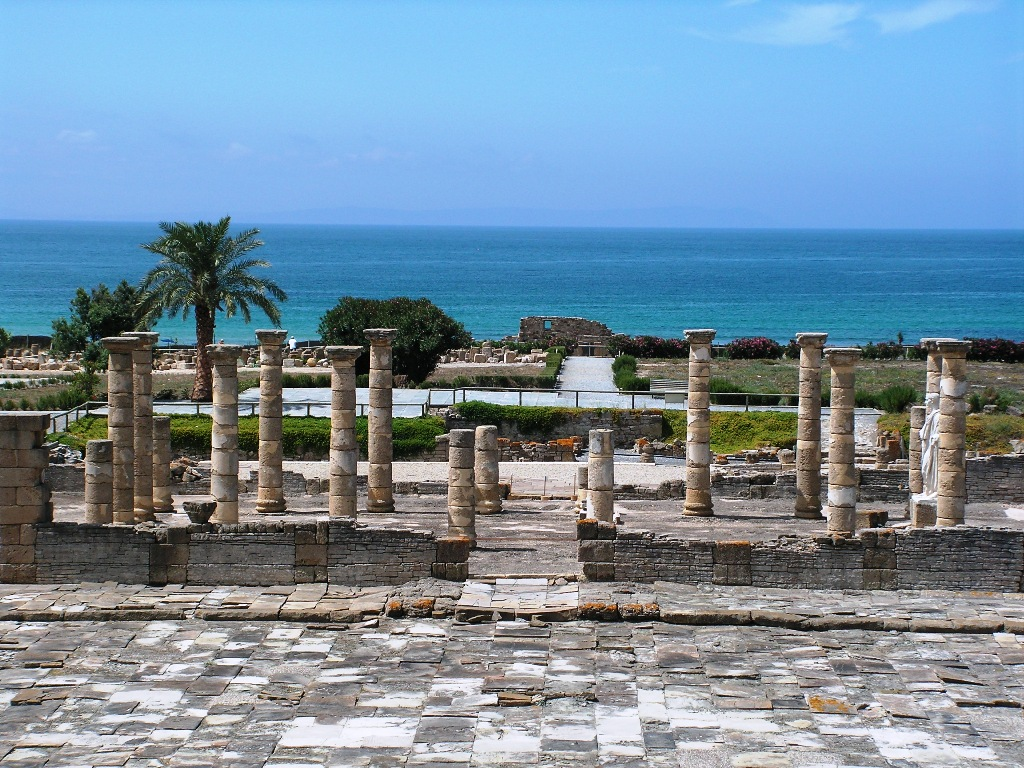
Baelo Claudia, ancienne cité romaine.

La région passe enfin sous l'obédience des Romains. La conquête romaine du littoral méditerranéen et de l'Andalousie s'étend entre 194 av. J.-C. et 172 av. J.-C. Les Romains ayant vaincu les Carthaginois et conquis l'Andalousie, la région est rebaptisée Bétique. Elle est entièrement intégrée à l'Empire romain. De cette région sont venus de nombreux magistrats et sénateurs romains. Corduba (Cordoue), est ainsi le berceau des Annaei, famille des Sénèques et de Lucain et la région celui des empereurs Trajan et (très probablement) Hadrien.
L'Andalousie est une province prospère, grâce à son agriculture, à la facilité de navigation sur le Baetis et surtout à ses ports facilement aménageables. Elle dispose aussi des mines de plomb et d'argent de la sierra Morena et du Rio Tinto. Elle exporte du blé, du vin, des salaisons, du garum, de l'huile d’olive réputée, emballée dans les célèbres amphores espagnoles. La romanisation se manifeste dans ses nombreuses villes (175 du temps de Pline, dont neuf colonies de droit romain).
Vespasien accorde le droit latin à tous les municipes d’Espagne et crée une assemblée provinciale de la Bétique qui se réunit une fois par an pour célébrer le culte impérial et discuter l’administration de la province. La Bétique reste dans l'ensemble en marge de troubles politiques et des menaces barbares qui touchent l’Empire romain à partir de 161, sauf vers 180, lorsque des Maures révoltés traversent le détroit de Gibraltar et ravagent la province, dépourvue de troupes en tant que province sénatoriale. Le légat Gaius Aufidius Victorinus rétablit la situation.

### L'Andalousie wisigothique (507-710)
Avec l'effondrement de l'Empire romain, s'établissent les Vandales et les Wisigoths. À partir de la conquête du royaume wisigoth de Toulouse par les Francs de Clovis en 507, les Wisigoths établissent leur royaume dans la péninsule Ibérique autour de leur capitale Tolède.
Bien que les Wisigoths aient commencé à s'établir en Espagne depuis la fin du Ve siècle, leur installation ne se fait pas sans difficultés. Trop peu nombreux pour occuper toute la péninsule, le peuple wisigoth est surtout établi au nord de la Meseta, entre le Tage et l'Èbre plutôt qu'en Bétique et sur la côte méditerranéenne. Ils se heurtent à la résistance des élites urbaines dans les provinces profondément romanisées de la Bétique et de la Lusitanie.
Les tentatives des Wisigoths pour remettre la main sur la Bétique restent vaines, jusqu’à ce que Léovigild parvienne à s'emparer de l’actuelle Andalousie en 572. Décidé à installer sa lignée, le roi associe à son règne ses fils Récarède Ier et Herménégild, ce dernier étant nommé en 579 duc de la Bétique, dont Hispalis (Séville) est le siège.
Dans les centres urbains comme Séville ou Cordoue, des édifices religieux remplacent des bâtiments plus anciens. De grands évêques, érudits et cultivés, firent de leurs sièges épiscopaux des centres intellectuels en les dotant de bibliothèques et d'écoles. Le plus célèbre d'entre eux fut sans doute Isidore de Séville (vers 570-636), dont les œuvres furent lues et commentées pendant tout le Moyen Âge.

### Les débuts de la conquête musulmane  (710)
Au-delà des légendes qui entourent les circonstances assez obscures dans lesquelles se déroulent les premiers épisodes de la conquête musulmane de la péninsule Ibérique, plusieurs documents indiquent assez clairement (« au-delà de tout doute raisonnable », selon l'historien espagnol Pedro Chalmeta) que le débarquement des forces arabo-berbères placées sous le commandement de Tariq ibn Ziyad a bénéficié de l'aide d'un chef byzantin, connu dans les sources arabes sous le nom « Youlyân », et dans l'historiographie chrétienne sous celui de « comte Julien ».
L'existence de ce personnage de religion chrétienne mais d'origine incertaine — chef wisigoth, byzantin ou berbère ? — reste cependant mystérieuse : il semble qu'au moment de la conquête du Maghreb par le wali omeyyade de Kairouan Musa ibn Nusair, qui étend ainsi l'autorité du califat de Damas jusqu'au détroit de Gibraltar, Julien était gouverneur de quelques villes de l'Extrême-Sud de l'Andalousie pour le compte des rois wisigoths, et, en Afrique du Nord, de Tanger et de (Ceuta).
Fidèle vassal des rois Égica (687-700) et Wittiza (702-710), il prend, après la mort de ce dernier, le parti du prince Agila, écarté du trône de Tolède au profit du prétendant Rodéric.
S'étant soumis aux musulmans, qui lui enlèvent Tanger, mais laissent momentanément Ceuta sous son gouvernement, Julien a alors pris part aux tractations engagées par Agila avec les Arabes, les incitant à franchir le détroit de Gibraltar pour aller soutenir dans la péninsule les prétentions de ce prince. Julien a notamment apporté une aide appréciable aux Arabes en leur fournissant des navires permettant, en juillet-août 710, le succès du raid de pillage dirigé par Tarif ibn Malik, puis celui, infiniment plus décisif, du débarquement des forces arabo-berbères placées sous le commandement de Tariq ibn Ziyad, en avril 711, aboutissant à la bataille de Guadelete en juillet 711.
Des sources chrétiennes et arabes expliquent par ailleurs l'attitude de Julien par le fait que sa fille, Florinde, présente à la cour du roi Rodéric à Tolède, aurait été violée par ce dernier. La jeune fille aurait averti son père de cette humiliation en lui faisant parvenir un œuf pourri ; ainsi prévenu, Julien livre la péninsule aux Arabes pour venger l'affront fait à sa fille. Cet épisode est généralement considéré comme légendaire.

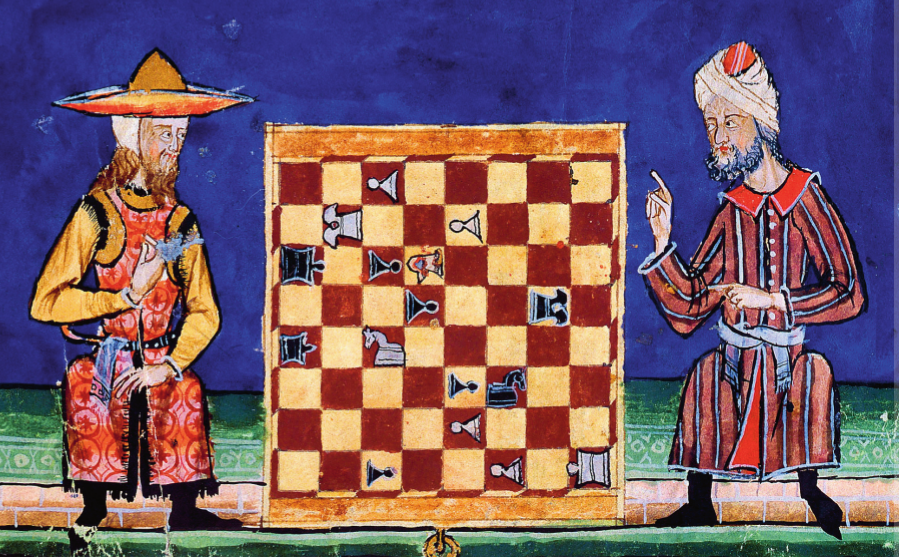
Un juif et un musulman qui jouent au jeu d'échecs au XIIIe siècle en Andalousie.

Durant le haut Moyen Âge, le détroit de Gibraltar est le point de passage des armées omeyyades en Europe occidentale, à compter de 711.

### L'Andalousie au Moyen Âge (710-1492)

#### L'époque du califat de Cordoue
L'Andalousie devient une partie du territoire sous autorité politique musulmane, qu'on appelle généralement Al-Andalus.
Ce territoire se constitue sous la forme d'un émirat dans le cadre du Califat omeyyade de Damas, puis, lorsque le califat passe aux mains des Abbassides, Cordoue devient la capitale d'un califat indépendant.
Sa population est diverse, se composant de juifs (séfarades), de chrétiens de rite mozarabes et de musulmans (en majorité des convertis, ainsi que des Berbères et des Arabes), tous unis par la langue arabe et la culture islamique et arabo-musulmane.
Au Xe siècle, Cordoue est la plus grande ville d'Europe et brille pour l'essor scientifique.

#### La période des royaumes de taifas et des Almohades (1031-1248)
Mais le califat disparaît en 1031, ce qui ouvre la voie à des royaumes indépendants (dits taïfas), autour des grandes villes, Séville, Grenade ou Almérie, trop faibles chacun pour résister à l'expansionnisme des royaumes de Castille, de León et d'Aragon, ainsi qu'aux dynasties Almoravide et Almohade qui vont intégrer l'Andalousie dans leur empire.
Les villes n'en continuent pas moins leur développement économique, notamment Séville.

#### L'Andalousie entre le royaume de Castille et le royaume de Grenade (1248-1492)

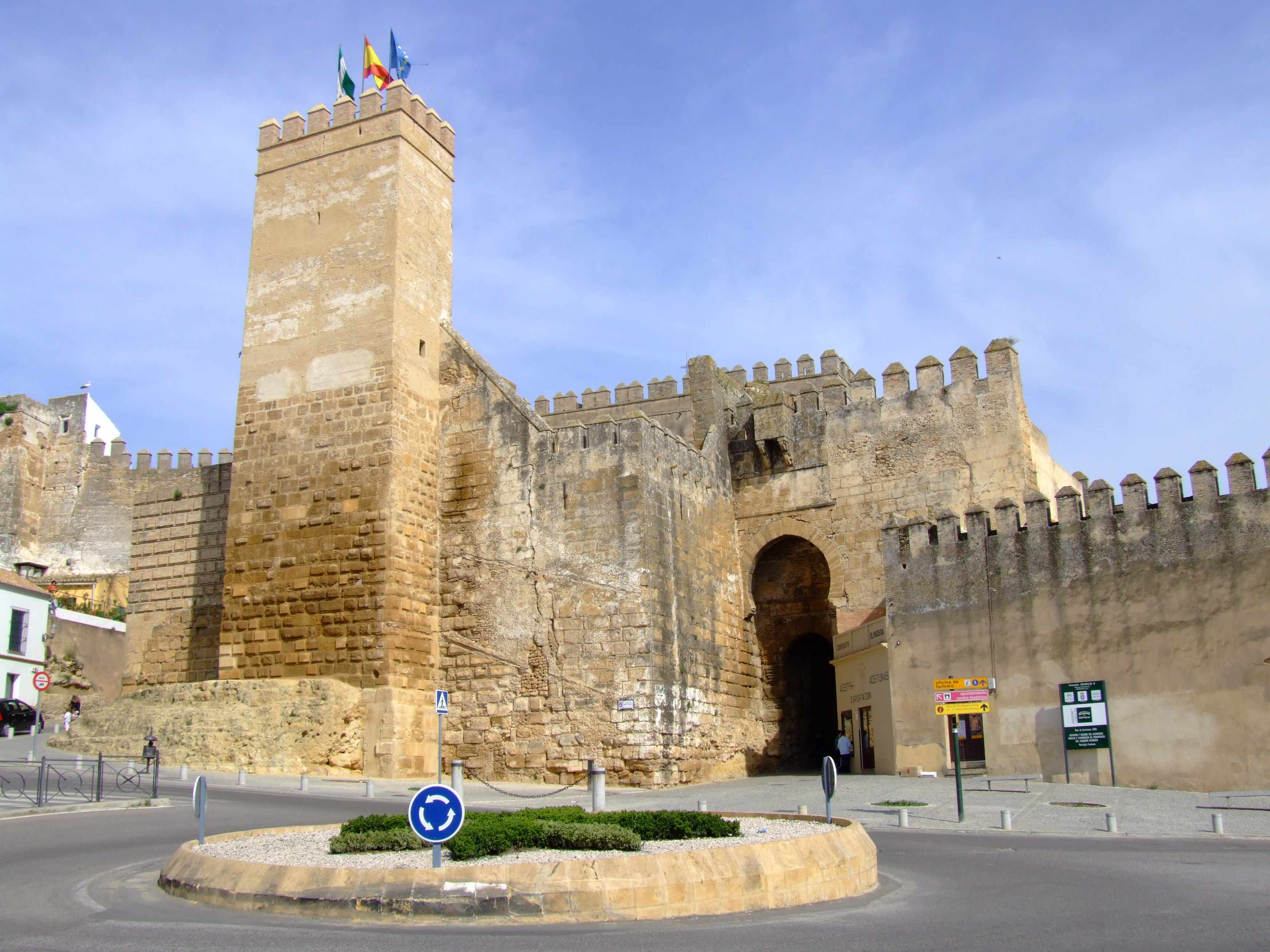
Les fortifications de Carmona prises par Ferdinand III de Castille.

L'effondrement des Almohades au XIIIe siècle favorise la conquête par Ferdinand III de Castille de Cordoue (1236) puis de Séville (1248).
Le reste de l'Andalousie devient le royaume de Grenade, où se développe une culture assez brillante, avec les palais de Grenade notamment.
Les années 1480 sont marquées par la reprise de la guerre de reconquête menée par le royaume de Castille et le royaume d'Aragon, unis par le mariage des Rois catholiques, Isabelle et Ferdinand : le 3 janvier 1492, les chrétiens s'emparent de Grenade, ultime étape de la Reconquista commencée dès le IXe siècle dans le nord de la péninsule.

### Les Temps modernes (1492-1807)

#### Les conséquences de la chute de Grenade
Les juifs de Castille et d'Aragon sont aussitôt forcés à la conversion ou à l'exil par le décret de l'Alhambra.
Les musulmans sont dans un premier temps confirmés dans leurs libertés[pas clair], avant de subir le même sort en 1502. La plupart se convertissent, mais leur fidélité à leur mode de vie et à la langue arabe les rendent suspects et on les désigne sous le nom de morisques, ils subirent l'inquisition de façon impitoyable[réf. nécessaire]. Ils sont finalement expulsés en 1609 par un édit de Philippe III.

#### L'Andalousie et la conquête du nouveau monde
Le 17 avril 1492, les Rois catholiques signent les capitulations de Santa Fe (lieudit proche de Grenade) missionnant Christophe Colomb pour atteindre les Indes (l'Asie) en traversant la mer Océane.
C'est du port andalou de Palos de la Frontera que part la première escadre (3 navires et 90 hommes) de Colomb le 3 août 1492. En octobre, croyant être arrivé aux Indes, il atteint quelques îles des Caraïbes, notamment Hispaniola, première étape de la découverte et de la colonisation du nouveau monde.
Le deuxième voyage de Christophe Colomb, qui commence en septembre 1493, part de Cadix avec 17 navires et 1500 hommes : c'est le début de la colonisation d'Hispaniola ; par la suite, des liaisons entre la Castille et Hispaniola ont lieu de façon régulière.
Dans les décennies qui suivent, l'Andalousie fournit nombre de conquistadors : on peut citer Vicente Pinzon, originaire de Palos, qui a participé au voyage de 1492 et qui devient gouverneur de Porto Rico en 1505.
En 1503, l'administration des colonies espagnoles dans le nouveau monde est établie à Séville avec la Casa de Contratación. Après la conquête de l'empire aztèque (Mexique) puis de l'Empire inca (Pérou), l'Amérique devient une source de richesses pour l'Espagne, notamment grâce aux mines d'argent. L'Espagne connaît un afflux considérable d'argent-métal et Séville devient un grand pôle du commerce européen du XVIe siècle.

#### Autres événements
En 1704, la couronne espagnole perd Gibraltar qui devient une possession britannique.

### L'époque contemporaine

#### Les révoltes paysannes et l'anarchisme andalou
À partir des années 1850, de grandes révoltes paysannes secouent l’Andalousie. Elles se placent bientôt sous l’étendard de l’anarchisme, à la faveur de la diffusion des thèses de Mikhaïl Bakounine dans la région.

#### La guerre civile espagnole en Andalousie (1936-1939)
Dès le coup d'Etat militaire des 17 et 18 juillet 1936, les nationalistes parviennent à prendre le contrôle des grandes villes de l'ouest de la province (Séville, Cadix et Cordoue). Durant le reste de l'été, les rebelles étendent rapidement leur emprise sur toute la moitié ouest de la province. Ils sont renforcés par l'Armée d'Afrique venue des colonies espagnoles du Maroc voisin. Franco s'installe d'ailleurs dans un premier temps à Séville qui est tenue d'une main de fer par Gonzalo Queipo de Llano. La partie orientale de la province est conquise les années suivantes. Par exemple, les nationalistes s'emparent de Malaga le 8 février 1937 avec le soutien de l'aviation italienne.
En Andalousie, la guerre civile se double d'une répression politique d'une intensité sans égale dans le reste de l'Espagne. Les nationalistes fusillent Blas Infante, principal instigateur du mouvement nationaliste andalou le 11 août 1936, ainsi que Federico Garcia Lorca le 19 août à Grenade (« le crime a eu lieu à Grenade »). Autre exemple, les 17 Roses, femmes républicaines, sont fusillées dans la ville andalouse de Guillena en 1937. Au total, Paul Preston a décompté 47399 morts causées par la répression nationaliste en dehors des combats (et 8367 par les violences du camp républicain) entre 1936 et 1939 en Andalousie. 

### L'Andalousie dans l'Espagne post-franquiste
L'Exposition universelle de 1992 a lieu à Séville.
En février 2007 les Andalous adoptent par référendum un nouveau statut d'autonomie, qui remplace celui de 1981. Dans le préambule la communauté autonome est définie comme une « réalité nationale ». Le statut est comparable à celui de la Catalogne sur de nombreux points, qui renforce les prérogatives régionales et modifie le mode de financement de l'administration régionale, notamment en lui accordant la moitié du produit de l'impôt sur le revenu (IRPF).

## Politique
Les pouvoirs d'autogouvernement de la communauté autonome d'Andalousie sont exercés par diverses institutions regroupées au sein de la Junta de Andalucía.
La capitale de l'Andalousie est la ville de Séville : la présidence du gouvernement est installée au palais de San Telmo, et le Parlement autonome occupe l'hôpital de las Cinco Llagas. Le siège du tribunal supérieur de justice d'Andalousie est à Grenade.
La Constitution espagnole de 1978 reconnaissait que les communautés autonomes pouvaient disposer d'une certaine autonomie dans le cadre indissoluble de la nation espagnole. Le premier statut d'autonomie de l'Andalousie entra en vigueur en 1981. Depuis lors des élections sont organisées régulièrement pour renouveler le parlement andalou. Un nouveau statut d'autonomie a été approuvé par le peuple andalou le 18 février 2007. Le gouvernement est confié à la Junta de Andalucía, institution regroupant les différents pouvoirs propres de la communauté.
Le parlement est composé de 109 sièges.
Un président est à la tête de la junte d'Andalousie, et dirige son gouvernement. Le socialiste Manuel Chaves González a été élu pour la première fois président en 1990. Il a par la suite été réélu à ce poste en 1994, 1996, 2000, 2004 et 2008 avant de céder sa place à José Antonio Griñán Martínez en avril 2009 à la suite de son entrée au gouvernement. Le 5 septembre 2013, Susana Díaz devient la première femme à occuper la présidence du gouvernement andalou. En janvier 2019, Juan Manuel Moreno est le premier président investi à n'être pas membre du PSOE.

## Économie

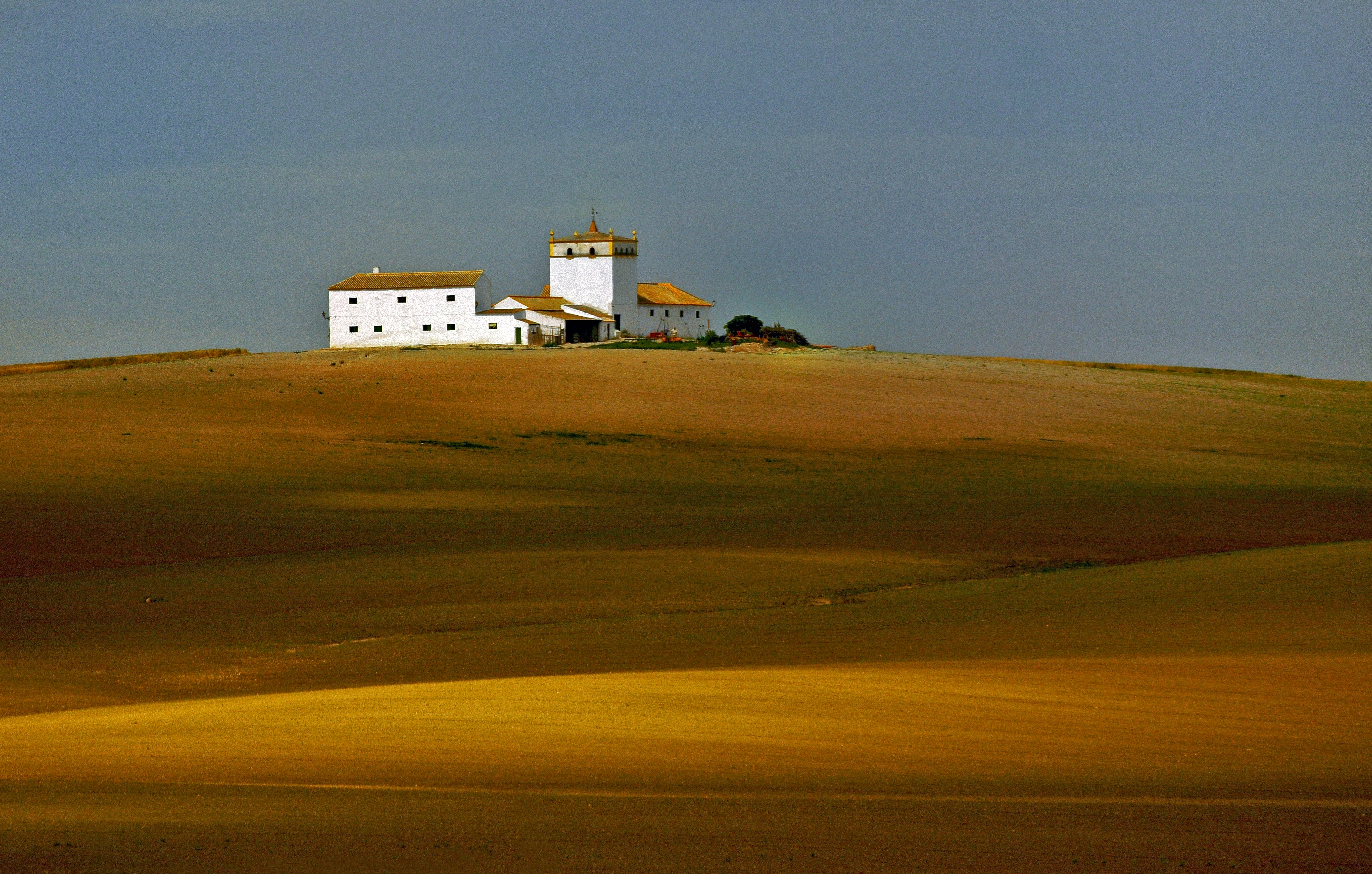
Ferme en Andalousie.

Même si elle a connu un spectaculaire développement économique dans les années 1990 et 2000, l'Andalousie reste la seconde région la moins riche d'Espagne. Elle a comme atout d'en être la région la plus peuplée et d'être très touristique avec plus de 7 millions de visiteurs chaque année. Elle est devenue la troisième région d'Espagne pour les nouvelles technologies de l'information. Mais malgré cela, les emplois restent peu qualifiés, la région reste très dépendante du tourisme et de la construction. Éloignée des grands marchés européens, elle souffre aussi d'un manque de tissu industriel et d'investissements étrangers.
Avec la crise économique de 2008, l'Andalousie a atteint jusqu'à 37 % de chômage en septembre 2013.
L'Andalousie est la première région productrice d'olives en Europe (notamment dans la province de Jaén). Les autres productions principales sont les fruits et légumes (du Campo de Dalías ou encore les fraises de Huelva), les céréales et les oléagineux (tournesol) dans la plaine du Guadalquivir, l'élevage bovin et porcin (jambon ibérique et jambon de la marque Jamón Serrano), l'industrie du cuir (notamment à Campillos), le vin (le vignoble d'Andalousie comprend notamment les appellations de malaga, de xérès ou de montilla-moriles). La canne à sucre est également cultivée de manière marginale près de Motril et Malaga.
L’Andalousie a été surnommée le « jardin de l’Europe », en référence aux dizaines de milliers d’hectares qu’elle consacre aux cultures de fruits et de légumes et qui permettent à son agriculture de représenter à elle seule 25 % de la production espagnole. Près d'Almeria, 40 000 ha sont couverts de bâches plastiques, visibles depuis les satellites. La majorité des légumes sont cultivés hors-sol, dans des sacs d’argile expansée arrosés par des solutions agrochimiques minérales. L’eau provient principalement de la nappe phréatique qui s'épuise et devient saumâtre. Les sols de la région se saturent rapidement en sels même dans le cas des cultures hors-sol, à cause des rejets de ces eaux de culture.
En analysant les différents sous-secteurs, l'industrie alimentaire représente, dans l'industrie andalouse, plus de 16 % de la production totale. Par comparaison avec l'économie espagnole, ce sous-secteur est pratiquement le seul qui ait un certain poids dans l'économie nationale avec 16,16 %. Loin derrière, la fabrication de produits destinés à l'exportation représente un peu plus de 10 % de l'économie espagnole. Des entreprises comme Cruzcampo (Groupe Heineken), Puleva, Domecq, Renault-Andalousie ou de Santana Motor sont des exemples de ces deux sous-secteurs. On notera le secteur aéronautique andalou, en seconde position au niveau national, derrière Madrid et qui représente environ 21 % du total quant au chiffre d'affaires et à l'emploi, et qui met en lumière des sociétés comme Airbus, Airbus Military, ou Alestis, nouveau venu sur ce marché. Au contraire, le peu de poids, au niveau national, de l'économie régionale dans des secteurs aussi importants que le textile ou l'électronique est symptomatique.
- PIB : 146 milliards d'euros (estimations pour 2007) ;
- PIB /hab. : 17 251 euros ;
- Croissance du PIB entre 1995 et 2005 (base 100 en 95) : 154 (Espagne 143, zone euro 122) ;
- Taux de croissance du PIB en 2006 : 3,9 % (moyenne de la zone euro : 2,8 %) ;
- Taux de chômage : 23 % en 2018[15] ;
- Déficit commercial : 13,9 milliards d'euros (2006).

La région est l'une des plus pauvres d'Espagne. En 2018, l'Institut national des statistiques (INE) indique que 21 % de ses habitants vivent dans la pauvreté ou la précarité.

## Culture

### Architecture

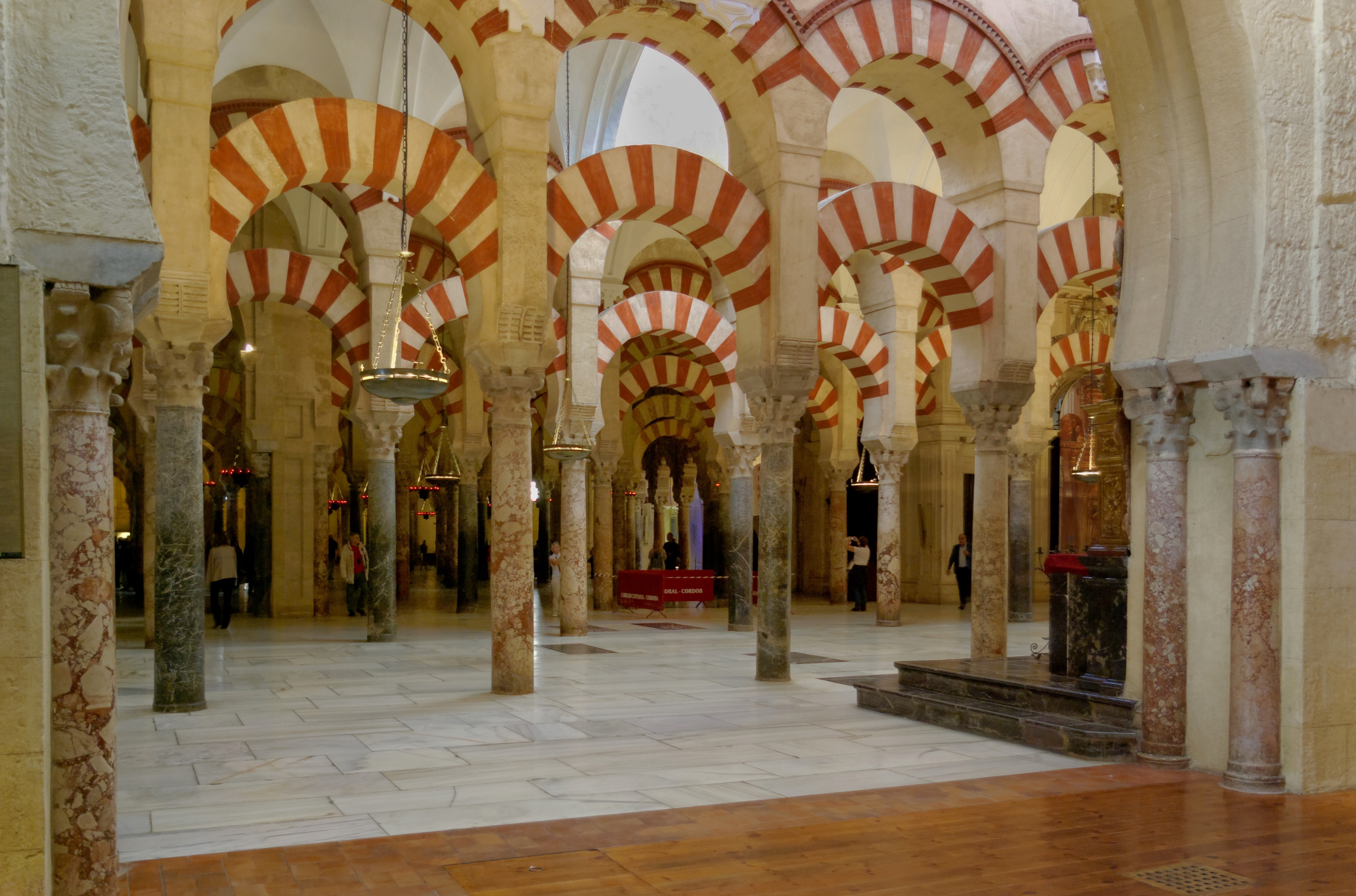
Mosquée-cathédrale de Cordoue.

Dans le domaine de l'architecture, l'Andalousie se distingue par la présence de vestiges de l'époque d'Al-Ándalus. Nombreux sont les châteaux et forteresses (château de Baños de la Encina, forteresse d'Alcalá de Guadaíra, alcazabas de Malaga et d'Almería…), les palais (Alhambra de Granada, Alcázar de Jerez de la Frontera, site archéologique de Madinat al-Zahra), les mosquées (Grande Mosquée de Cordoue, mosquée d'Almonaster la Real, Giralda de Séville) et les bains publics (Jaén, Grenade, Cordoue) à être parvenus — intacts ou plus ou moins remaniés — jusqu'à nos jours, du fait de la présence prolongée des musulmans dans la région, qui ne fut conquise qu'entre 711 et 1492.
Après la conquête, les Castillans reprirent les canons de l'art hispano-mauresque dans l'architecture mudéjare, dont la plus brillante réalisation est l'Alcázar de Séville. Ils introduisirent par ailleurs l'architecture gothique, mise en œuvre dans des ensembles castraux (Alcazar de Cordoue) ou dans des constructions religieuses.
À partir du XVIe siècle, l'architecture de la Renaissance va connaître un certain succès en Andalousie. Le palais de Charles Quint à Grenade, les cathédrales de Cordoue, Jaén et Grenade, la Casa de Pilatos et l'hôpital des Cinq-Plaies de Séville en sont les meilleurs exemples.
Par la suite, l'architecture baroque va se diffuser sur tout le territoire andalou qu'elle va profondément marquer de son empreinte, notamment à Séville. Les témoignages de cette époque sont nombreux et se retrouvent dans toutes les villes de la région. Les églises (San Luis de los Franceses, Salvador…) et palais (palais de San Telmo, palais archiépiscopal…) de Séville et la chartreuse de Grenade figurent parmi les chefs-d'œuvre de cette période.
Les époques successives verront, entre autres, l'apparition de l'architecture néo-classique, bien représentée à la fabrique royale de tabac de Séville, et l'architecture régionaliste, chère à Aníbal González. L'Exposition ibéro-américaine de 1929 à Séville donne lieu à la construction d'un large éventail de constructions de ce type : Plaza de España, Plaza de América ou encore hôtel Alfonso XIII.

### Littérature

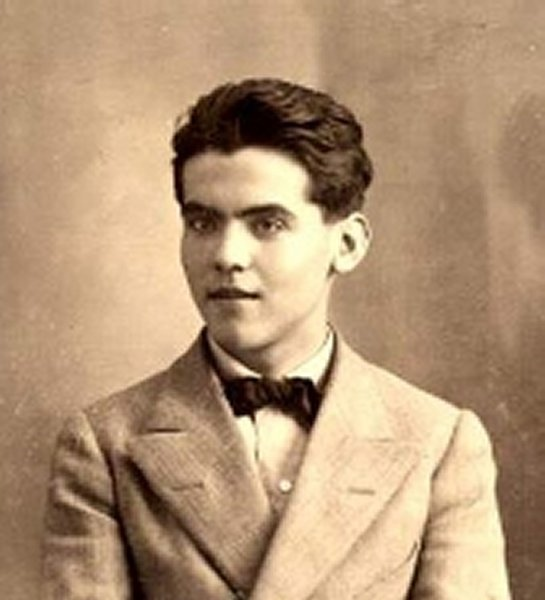
Federico García Lorca.

Des auteurs andalous ont fait connaitre l'Andalousie et le castillan qu'on y parle à travers leurs écrits : Luis de Góngora, Tirso de Molina, Juan Ramón Jiménez, Federico García Lorca, Antonio Machado, Rafael Alberti, Miguel Hernández ou encore Antonio Muñoz Molina.
Aussi, l'Andalousie est le théâtre principal ou secondaire de nombreuses œuvres littéraires (Fuente Objeuna de Lope de Vega, Don Quichotte de Cervantes, El Buscón de Quevedo, l'œuvre de García Lorca ou de Muñoz Molina), et a vu naître des personnages romanesques, tels que Don Juan et Carmen, largement diffusés dans la littérature européenne.
La région occupe une place singulière dans les récits européens de voyage du XIXe siècle : Chateaubriand, Théophile Gautier, Prosper Mérimée, Alexandre Dumas ou encore Washington Irving ont ainsi consacré une partie de leur œuvre à cette contrée du Sud espagnol.

### Beaux-arts

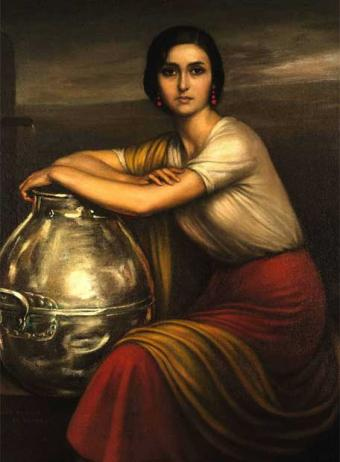
La Fuensanta de Julio Romero de Torres.

#### Artistes d'origine andalouse
L'Andalousie a donné de grands noms à la peinture, spécialement à l'époque baroque. Diego de Velázquez est né à Séville où il a fait ses premières armes. Par la suite, Bartolomé Esteban Murillo, Francisco de Zurbarán, Alonso Cano, Francisco Pacheco et Juan de Valdés Leal vont faire la gloire de l'école sévillane. Parmi les sculpteurs, Juan Martínez Montañés, Juan de Mesa, Pedro de Mena et Pedro Roldán.

#### Représentations de l'Andalousie et de ses habitants

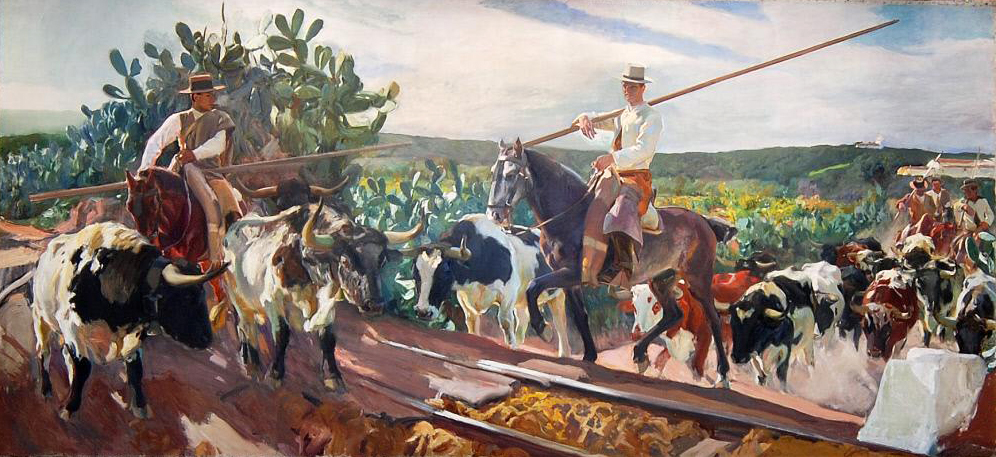
Vision d'Espagne : Andalousie, La Course des Taureaux
Joaquín Sorolla, 1914
The Hispanic Society of America, New York

Julio Romero de Torres, peintre réaliste né à Cordoue en 1874, représente dans la plupart de ses tableaux des femmes andalouses.
Pablo Picasso redonne au XXe siècle une certaine notoriété à la peinture andalouse.

#### Musées d'arts
Les musées d'art les plus importants d'Andalousie sont le musée des beaux-arts de Séville, le musée Picasso de Malaga et le Centre andalou d'Art contemporain à Séville. Certains musées provinciaux, ainsi que les églises et les monastères, conservent également de belles collections.
La Huerta de San Vicente, maison-musée consacrée à Federico García Lorca, dirigée par sa nièce Laura García Lorca, se situe à Grenade.

### Cinéma

#### Festivals de cinéma et cinémathèque
Le festival du film espagnol de Malaga récompense les meilleurs films d'origine espagnole de l'année.
Cines del Sur est un festival international de cinéma ayant lieu à Grenade. Il présente des productions de pays asiatiques, africains et latino-américains.
L'Andalousie possède également une cinémathèque depuis 1987. Située à Cordoue, elle a pour mission de préserver, archiver, diffuser et mettre en valeur le patrimoine cinématographique d'Andalousie.

#### Films et séries tournés en Andalousie
Le désert de Tabernas, rappelant les déserts nord-américains, a servi de lieu de tournage à des westerns dans les années 1960 et plus récemment à la série Game Of Thrones.
Le château de l'Alcazar de Séville a accueilli le tournage du film Lawrence d'Arabie.

#### Films et séries se déroulant en Andalousie
Certaines villes d'Andalousie sont le théâtre d'œuvres cinématographiques, par exemple : Assassin's Creed, Violettes impériales ou encore Quién te cantará.

### Culture populaire

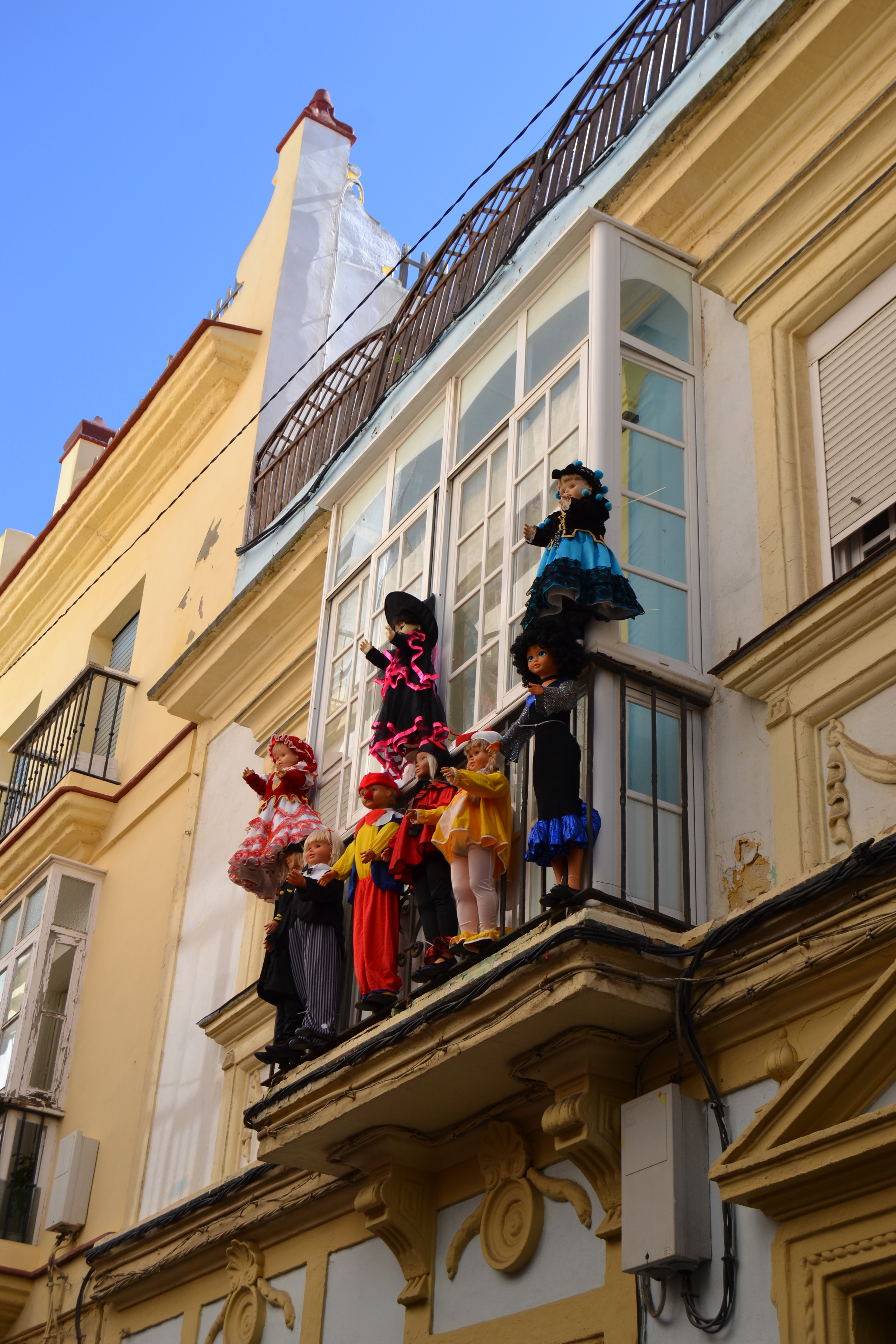
Un balcon décoré, lors du carnaval de Cadix en 2019.

#### Danse et musique
L'Andalousie est la patrie du flamenco, d'où il est originaire. Cet art appartient au patrimoine culturel immatériel de l'UNESCO depuis 2011. De nombreuses académies de danse et de chant flamenco existent en Andalousie, notamment à Séville, Grenade et Jerez.

#### Elevage de chevaux et corrida
C'est également la région d'origine du cheval de pure race espagnole, et un des hauts-lieux de la tauromachie. Les arènes de la Real Maestranza de Séville et les Arènes des Califes de Cordoue sont deux places de première catégorie. Qui plus est, une bonne part des élevages de toros bravos est implantée dans les provinces de Cadix, Huelva et Séville.

#### Fêtes annuelles
L'Andalousie est le théâtre d'un très grand nombre de fêtes tout au long de l'année. Les fêtes religieuses les plus importantes sont la Semaine sainte (particulièrement fastueuse à Séville et à Malaga) et le pèlerinage d'El Rocío, à la Pentecôte, qui rassemble plusieurs centaines de milliers d'andalous. Les ferias sont les fêtes profanes les plus courues ; chaque ville et village en organise une, souvent à l'occasion des festivités liées au saint patron de la localité. Les plus célèbres sont la Feria de Abril de Séville, la Feria de Nuestra Señora de la Salud de Cordoue et la Feria del Caballo de Jerez de la Frontera. Le carnaval de Cadix attire également des touristes du monde entier.

### Éducation
L’Andalousie est un territoire monolingue. Il y a des accords entre la France et l’Andalousie, et entre l’Allemagne et l’Andalousie pour la mise en place de programmes bilingues entre ces pays. L’Andalousie a créé 400 établissements bilingues à travers son territoire, dont 18 établissements associant à l’espagnol le français, et 8 l’allemand.

## Andalous renommés
- Hispanie romaine :
  - Trajan, empereur romain ;
  - Hadrien, empereur romain ;
  - Sénèque, philosophe latin ;

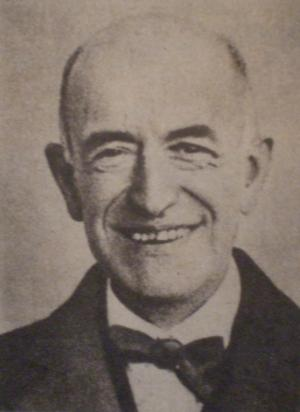
Manuel de Falla.

  - le comte Julien (comes Julianus ou Olbàn).
- Hispanie wisigothique:
  - Isidore de Séville, évêque d'Hispalis (Séville).
- Al-Andalus :
  - Al Mutamid Ibn Abbad, poète, juge, roi de Séville ;
  - Abbas Ibn Firnas, scientifique, théologien musulman et pionnier de l'aéronautique ;
  - Averroès, ou Ibn Rochd en arabe, juriste, médecin et philosophe ;
  - Ibn Tufayl, philosophe arabe musulman, médecin et mathématicien ;
  - Ibn Zeydoun, poète arabe ;
  - Salomon ibn Gabirol, rabbin, poète, théologien et philosophe ;
  - Maïmon ben Yossef HaDayan, philosophe et juriste juif ;
  - Moïse Maïmonide, philosophe juif, fils du précédent ;
  - Boabdil, ou Abou Abdallah, dernier roi de Grenade ;
  - Lissan-Edine Ibn al-Khatib, écrivain, historien, philosophe et homme politique arabe andalou.
- Espagne moderne :
  - Bartolomé de Las Casas, théologien et premier défenseur des indigènes ;
  - Álvar Núñez Cabeza de Vaca, explorateur ;
  - Bartolomé Esteban Murillo, peintre ;
  - Luis de Góngora, écrivain et poète ;
  - Eugénie de Montijo, née à Grenade, Impératrice des Français ;
  - Diego Vélasquez, peintre.

- Espagne contemporaine :
  - Federico Garcia Lorca, poète et dramaturge ;
  - Francisco García Lorca, diplomate ;
  - Isabel García Lorca, écrivaine ;
  - Paco de Lucía, guitariste ;
  - Pablo Picasso, peintre ;
  - Sergio Ramos, footballeur
  - Antonio Banderas, acteur ;
  - Morante de la Puebla, matador et artiste ;
  - Manuel de Falla, musicien ;
  - Laura de los Ríos Giner, universitaire;
  - Lola Flores, danseuse et chanteuse de flamenco ;
  - Carmen Sevilla, danseuse et chanteuse de flamenco ;
  - Joaquin Turina, musicien ;
  - Andrés Segovia, guitariste ;
  - Enrique Morente, et sa fille Estrella Morente, chanteurs de flamenco ;
  - Cristina Hoyos, danseuse de flamenco, actrice et chorégraphe ;
  - Vicente Amigo, guitariste ;
  - Juan Ramón Jiménez, poète ;
  - Antonio Machado, poète ;
  - Josefina Manresa, écrivaine ;
  - Camarón de la Isla, chanteur flamenco ;
  - Sara Baras, danseuse flamenco ;
  - Felipe González, homme politique ;
  - Soledad Ruiz Seguín, syndicaliste et femme politique ;
  - Pablo Alborán, auteur-compositeur-interprète de pop andalouse ;
  - Amparo Muñoz, actrice et Miss Univers 1974 ;
  - Paz Vega, actrice, mannequin égérie de l'Oréal Paris ;
  - El Risitas, acteur et humoriste
  - Jesus Quintero, chroniqueur, animateur de l’émission Ratones Coloraos ;
  - Paquita Rico, actrice ;
  - Manolo Valiente, peintre et sculpteur ;
  - Isabel Oyarzábal, écrivaine et diplomate espagnole ;
  - Juan López Carvajal, combattant républicain espagnol exilé en France après la guerre d'Espagne.
  - Antonio Ordóñez, matador.